# Arkkupetäjänvuomanjärvet
Arkkupetäjänvuomanjärvet är varandra näraliggande sjöar i Pajala kommun i Norrbotten som ingår i Torneälvens huvudavrinningsområde.
- Arkkupetäjänvuomanjärvet (Junosuando socken, Norrbotten, 751791-177906), sjö i Pajala kommun, 67°37′16″N 22°22′59″Ö / 67.6211°N 22.383°Ö (3,91 ha)
- Arkkupetäjänvuomanjärvet (Junosuando socken, Norrbotten, 751833-177905), sjö i Pajala kommun, 67°37′28″N 22°23′00″Ö / 67.6245°N 22.3833°Ö (5,36 ha)